# Khai Hóa
Khai Hóa (chữ Hán phồn thể:開化縣, chữ Hán giản thể: 开化县, âm Hán Việt: Khai Hóa huyện) là một huyện thuộc địa cấp thị Cù Châu, tỉnh Chiết Giang, Cộng hòa Nhân dân Trung Hoa. Quận này có diện tích 2224 km², dân số 340.000 người. Huyện này có tỷ lệ che phủ rừng đạt 79,2%. Mã số bưu chính của Khai Hóa là 324300. Chính quyền nhân dân Khai Hóa đóng ở số 54, phố Giải Phóng, trấn Thành Quan. Về mặt hành chính, Khai Hóa được chia thành 9 trấn, 9 hương.
- Trấn: Thành Quan, Hoa Phu, Mã Kim, Trì Hoài, Thôn Đầu, Đồng Thôn, Dương Lâm, Tô Trang và Tế Khê.
- Hương: Âm Hàng, Lâm Sơn, Trung Thôn, Kim Thôn, Trương Loan, Trường Hồng, Hà Điền, Đường Ổ và Đại Khê Biên.